# Bromelia morreniana
Bromelia morreniana là một loài thực vật có hoa trong họ Bromeliaceae. Loài này được (Regel) Mez mô tả khoa học đầu tiên năm 1891.